# Frank Jæger
Frank Jæger (født 19. juni 1926 på Frederiksberg, død 4. juli 1977 i Helsingør) var dansk forfatter. Han udgav værker inden for mange genrer, men det var poesien og radiospillene, der gjorde ham populær. Hans digt Sidenius i Esbjerg fra Cinna og andre digte er med i Kulturkanonen.

## Biografi
Frank Jæger blev student fra Statsgymnasiet Schneekloths Skole i 1945 og bibliotekar i 1950. Han kunne fra 1950 leve af sine forfatterindtægter. 
Han var kendt som den lyse Jæger især i kredsen om tidsskriftet Heretica, som han var redaktør af 1952-1953. Han modtog mange anerkendelser herunder De gyldne laurbær og Det Danske Akademis Store Pris i 1969.
Den i begyndelsen udadvendte københavner flyttede til landsbyen Farum og blev model for Jørgen Mogensens tegneserie Poeten og Lillemor og dermed Erik Ballings tre film (Poeten og Lillemor, Poeten og Lillemor og Lotte, samt Poeten og Lillemor i forårshumør), der blev lavet omkring 1960 med Helle Virkner som Lillemor.
Han blev i 1948 gift med Kirsten Vodder og skilt i 1972. I 1954 flyttede han fra Farum til Tranekær på Langeland.
Han ligger begravet på Helsingør Kirkegård (fællesgrav).

## Forfatterskab
Jægers digte var fra begyndelsen muntre og humoristiske (O at være en Høne), selv om der ofte lå alvor bag. Efterhånden overtog alvoren. 
En del af digtene er sat til musik af Tony Vejslev og Erik Grip og udgivet på plade af bl.a. Erik Grip. 
En mangeårig strid med Frank Jægers familie og forlaget Gyldendal har betydet, at Kim Larsen først i 2013 fik lov til at udgive EP'en "5 Eiffel" på cd med to numre, der tolker digte af Frank Jæger. Kim Larsen havde omskrevet værkerne en smule.

## Udgivelser
- Dydige digte (1948)
- Morgenens trompet (digte, 1949)
- De fem årstider (digte, 1950)
- Iners (roman, 1950)
- Hverdagshistorier (1951)
- Tune – det første år (børnebog, 1951)
- Den unge Jægers lidelser (noveller, 1953)
- Tyren (digte, 1953)
- 19 Jægerviser (1953)
- Jomfruen fra Orléans, Jeanne d'Arc (biografi, 1955)
- Havkarlens sange (digte, 1956)
- Kapellanen og andre fortællinger (1957)
- Til en følsom Veninde. Udvalgte digte (1957)
- Velkommen, Vinter og andre essays (1958)
- Hvilket postbud – en due (hørespil, 1959)
- Cinna og andre digte (1959)
- Digte 1953-59 (1960)
- Fyrre Digte (1964)
- Pastorale. Pelsen (hørespil, 1964)
- Drømmen om en sommerdag og andre Essays (1965)
- Danskere. Tre Fortællinger af Fædrelandets Historier (fortællinger, 1966)
- Idylia (digte, 1967)
- Naive rejser (essays, 1968)
- Alvilda (essays & noveller, 1969)
- Årets ring (digte, 1969)
- Der er en verden - også i Verona (hørespil, 1969)
- Døden i skoven (noveller, 1970)
- Essays gennem ti Aar (1970)
- Hjemkomst (digte, 1970)
- Stå op og tænd ild (prosa, 1971)
- Udvalgte digte (1971)
- Provinser (noveller, 1972)
- S (roman, 1973)
- Udsigt til Kronborg (essays & noveller, 1976)
- Farum-dialog (prosa, 1979)

## Anerkendelser (udvalg)
- 1958: Kritikerprisen
- 1958: Boghandlernes gyldne Laurbær for Velkommen, Vinter[3]
- 1960: Emil Aarestrup Medaillen
- 1961: H.C. Andersen-legatet
- 1962: Søren Gyldendal Prisen
- 1969: Det Danske Akademis Store Pris
- 1973: Otto Rungs Forfatterlegat

En rute i Danske Digterruter er skabt for Frank Jæger ved Bastrup Sø og Buresø.